# Usedom
La isla Usedom (en polaco: Uznam) es una isla costera del mar Báltico ubicada frente a la desembocadura del Oder, separando la laguna Szczecin del mar abierto. La isla es parte de Alemania y parte de Polonia. La isla pertenece a la región alemana de Pomerania Occidental (Ostvorpommern en alemán, Pomorze Zachodnie en polaco), Distrito de Pomerania Oriental, excepto la villa polaca de Świnoujście, ubicada en la parte más oriental de la isla, posee una superficie total de 445 km² (de los cuales 373 km² corresponden a la parte alemana y 72 km² a la parte polaca) y una población total de 76.500 personas (31.500 del lado alemán y 45.000 del lado polaco)

## Historia
Durante las semanas finales de la Segunda Guerra Mundial en marzo de 1945, un total de 671 bombarderos de la Fuerza Aérea de los Estados Unidos arrojaron 1600 toneladas de bombas sobre la isla ocasionando 23.000 víctimas mortales.
Al finalizar la guerra, el territorio de la isla fue dividido y cerca de un 16 % del total pasó a estar bajo administración de Polonia.
La situación fronteriza cambió radicalmente después del ingreso de Polonia como miembro de la Unión Europea (UE) en mayo de 2004.

## Geografía
Con un promedio de 1906 horas de sol al año, es el lugar más soleado de Alemania.

## Economía
El turismo es la principal industria de esta isla que es famosa por sus tres “Kaiserbäder” (balnearios marítimos imperiales) Ahlbeck, Heringsdorf y Bansin. Heringsdorf recibió su título de "balneario" del Káiser Guillermo I de Alemania en 1879.